# 135e brigade de chars
Pour les articles homonymes, voir 135e brigade et 135e régiment.
La 135e brigade de chars (russe : 135-я танковая бригада) est une unité blindée soviétique de la Seconde Guerre mondiale. Elle est créée en février-mars 1942. Engagée dans les opérations actives à partir de juillet, elle est rattachée au 23e corps de chars (en) à partir d'octobre 1942 jusqu'à la fin de la guerre. Après-guerre, elle est renommée 135e régiment de chars (russe : 135-й танковый полк) de la 23e division de chars et dissoute en 1990.

## Historique

### Seconde Guerre mondiale
La 135e brigade est formée à partir d'une directive du 15 février 1942. La mise sur pied de la brigade commence à partir de mars à la gare de Nekrylovo (d) (dans l'oblast de Voronej), puis elle rejoint en juin Gorki (aujourd'hui Nijni Novgorod). Son entrainement terminé, la brigade est engagée dans les opérations de guerre à partir du 12 juillet 1942, au sein de la 51e armée du front de Stalingrad. Le 27 octobre 1942, la brigade passe en réserve et est rattachée au 23e corps de chars.
À partir de la fin décembre 1942, le 23e corps de chars et la 135e brigade rejoignent les opérations actives au sein du front du Sud-Ouest. La brigade est récompensée le 8 septembre 1943 par le titre honorifique « de Konstantinovka » (en russe : Константиновская, Konstantinovskaïa) en souvenir de la libération de cette ville ukrainienne.
La 135e brigade reçoit l'ordre du Drapeau rouge le 15 septembre 1944 en récompense de sa participation à la libération de Iași (offensive de Jassy-Kichinev). Elle est décorée de l'ordre de Koutouzov, 2e classe, le 14 novembre 1944 après la prise de Debrecen (bataille de Debrecen).

### Après-guerre
La 135e brigade de chars est transformée le 24 juillet 1945 en 135e régiment de chars tandis que le 23e corps devient la 23e division de chars. Le régiment stationne avec sa division à Ovroutch de 1945 jusqu'à la dissolution de la 23e division de chars en 1990.